# 馬特格納斯峰
46°34′37″N 9°31′40″E / 46.57701°N 9.52783°E

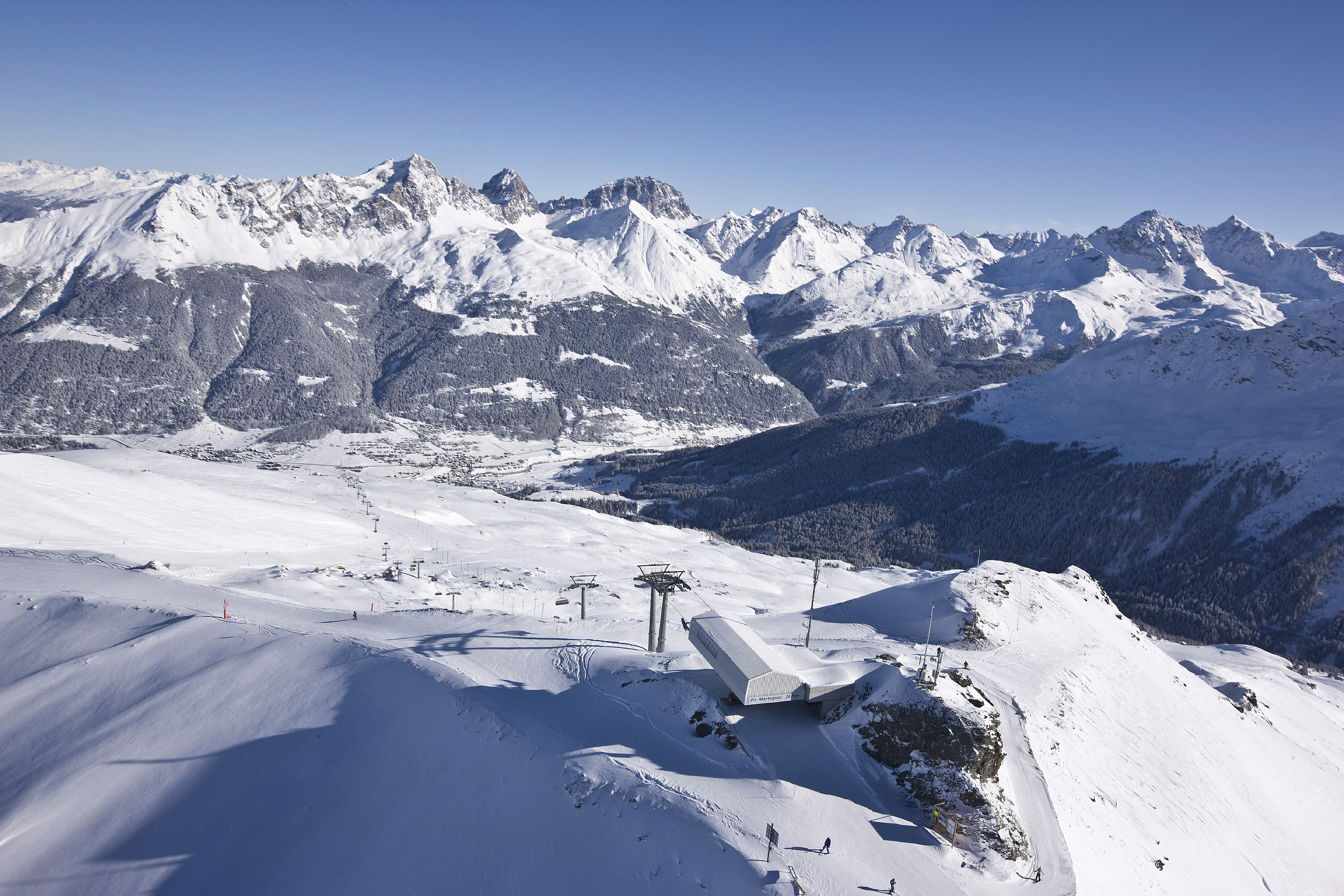

馬特格納斯峰（Piz Martegnas），是瑞士的山峰，位於該國東南部，由格勞賓登州負責管轄，屬於上哈爾布施泰因阿爾卑斯山脈的一部分，距離卡塔斯峰1.2公里，海拔高度2,670米，每年平均降雨量1,729毫米。